# كينت بيك
كينت بيك (بالإنجليزية: Kent Beck)‏ (و. 1961  م) هو عالم حاسوب، ومبرمج، وكاتب، ومهندس برمجيات، ومهندس أمريكي.

## التعليم
تعلم في جامعة أوريغون.